# NGC 10
NGC 10 är en ganska ljus spiralgalax belägen i stjärnbilden Bildhuggaren. Den upptäcktes den 25 september 1834 av John Herschel.

## Egenskaper
NGC 10 ligger på ett avstånd av 346 miljoner ljusår från solen. Dess morfologiska klassificering i De Vaucouleurs-systemet är SAB(rs)bc, där "SAB" betecknar en svag stavspiral, "(rs)" anger en liten ringliknande struktur, och "bc" betyder att spiralarmarna är måttligt till löst lindade. Paturel et al. (2003) tilldelade galaxen en klassifikation av SBbc som anger en stavbunden spiralgalax.
Den 22 december 2011 upptäckte Stuart Parker från Nya Zeeland en supernova av typ II, betecknad SN 2011jo, i NGC 10. Den var belägen 2 bågsekunder öster och 16 bågsekunder norr om galaxens kärna.

## Galleri

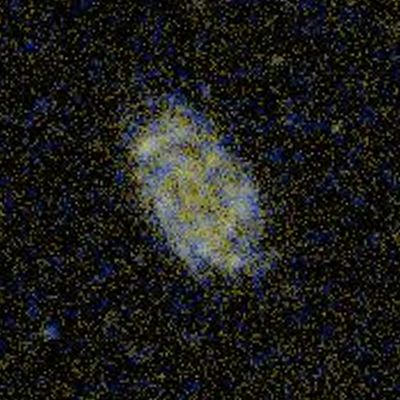
NGC 10 i ultraviolet ljus, av GALEX
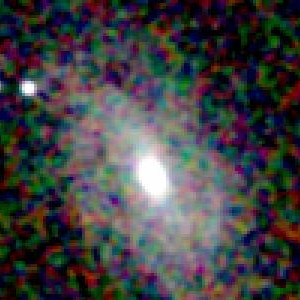
NGC 10 i infrarött ljus, av 2MASS.
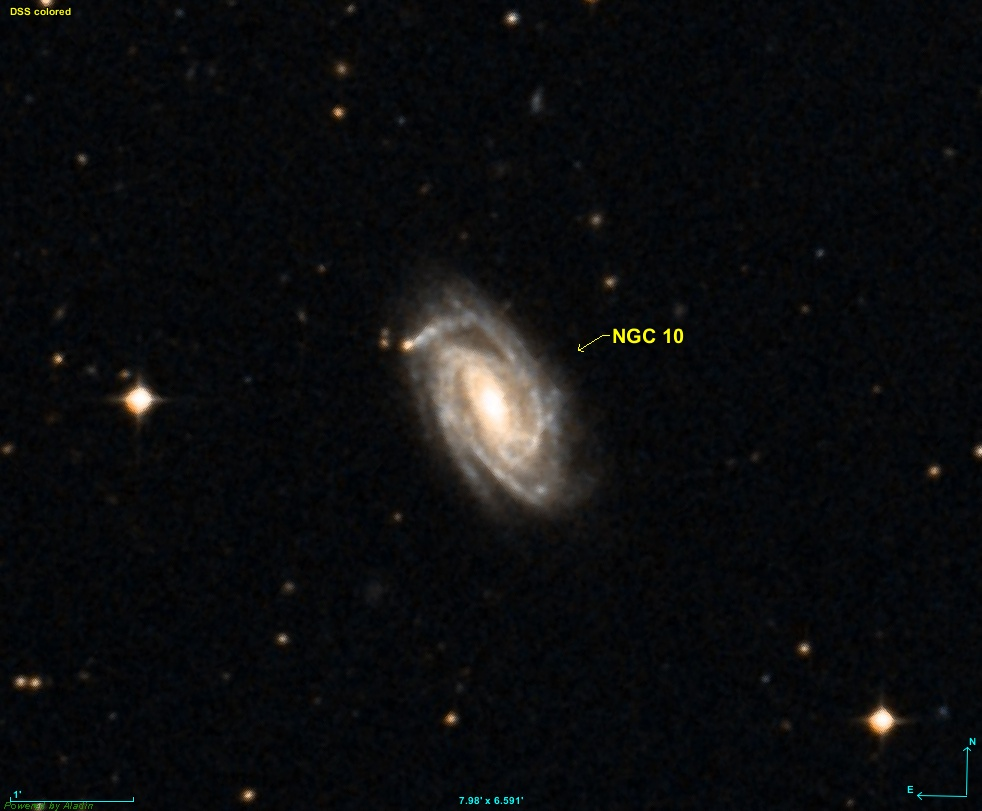
DSS bild av NGC 10